# Ruta 212 (Costa Rica)
La Ruta 212, oficialmente Ruta Nacional Secundaria 212, es una ruta nacional de Costa Rica ubicada en la provincia de San José.

## Descripción
En la provincia de San José, la ruta atraviesa el cantón de Desamparados (los distritos de San Antonio, Patarrá, Damas).